# Tanquíni

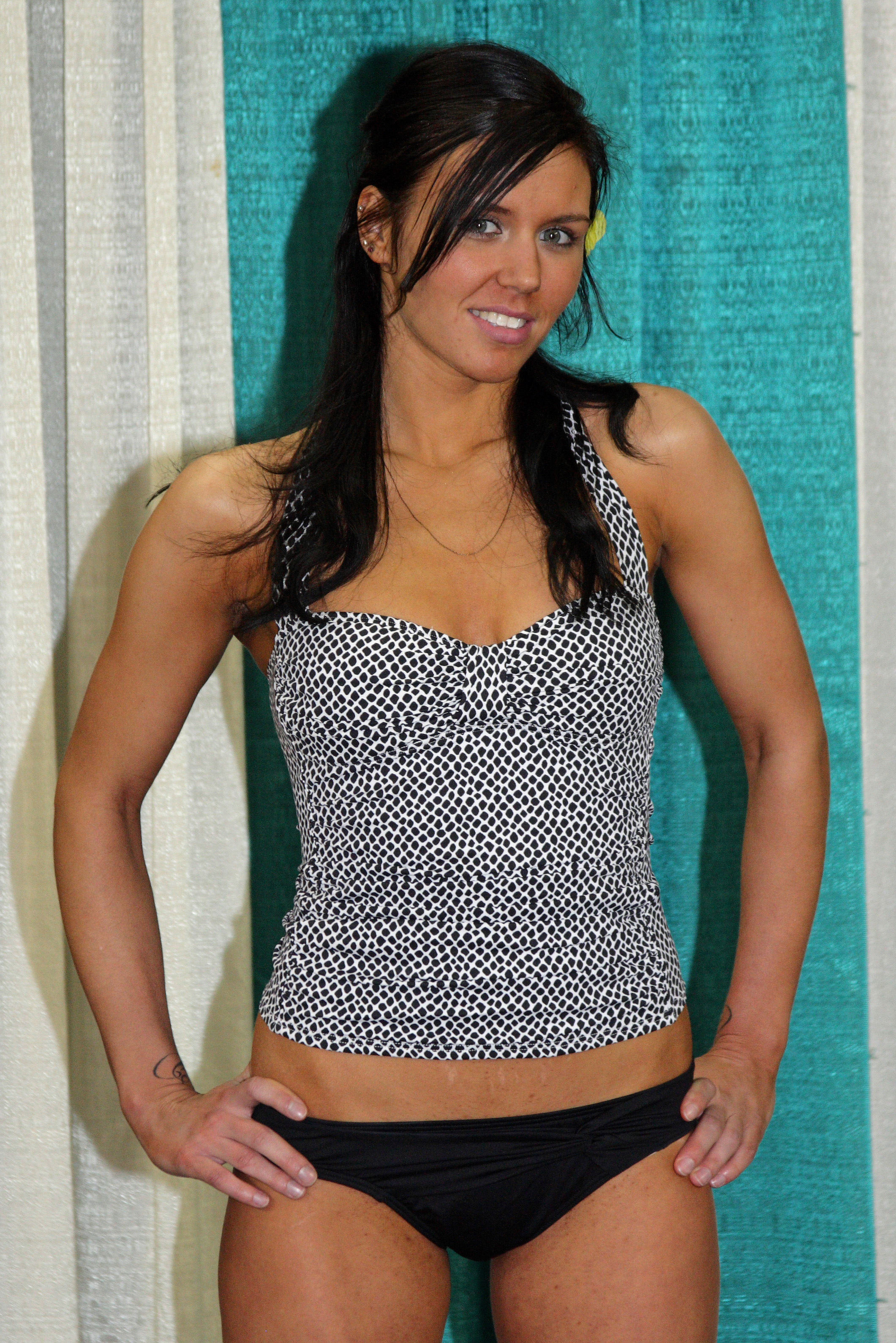
Um tanquíni.

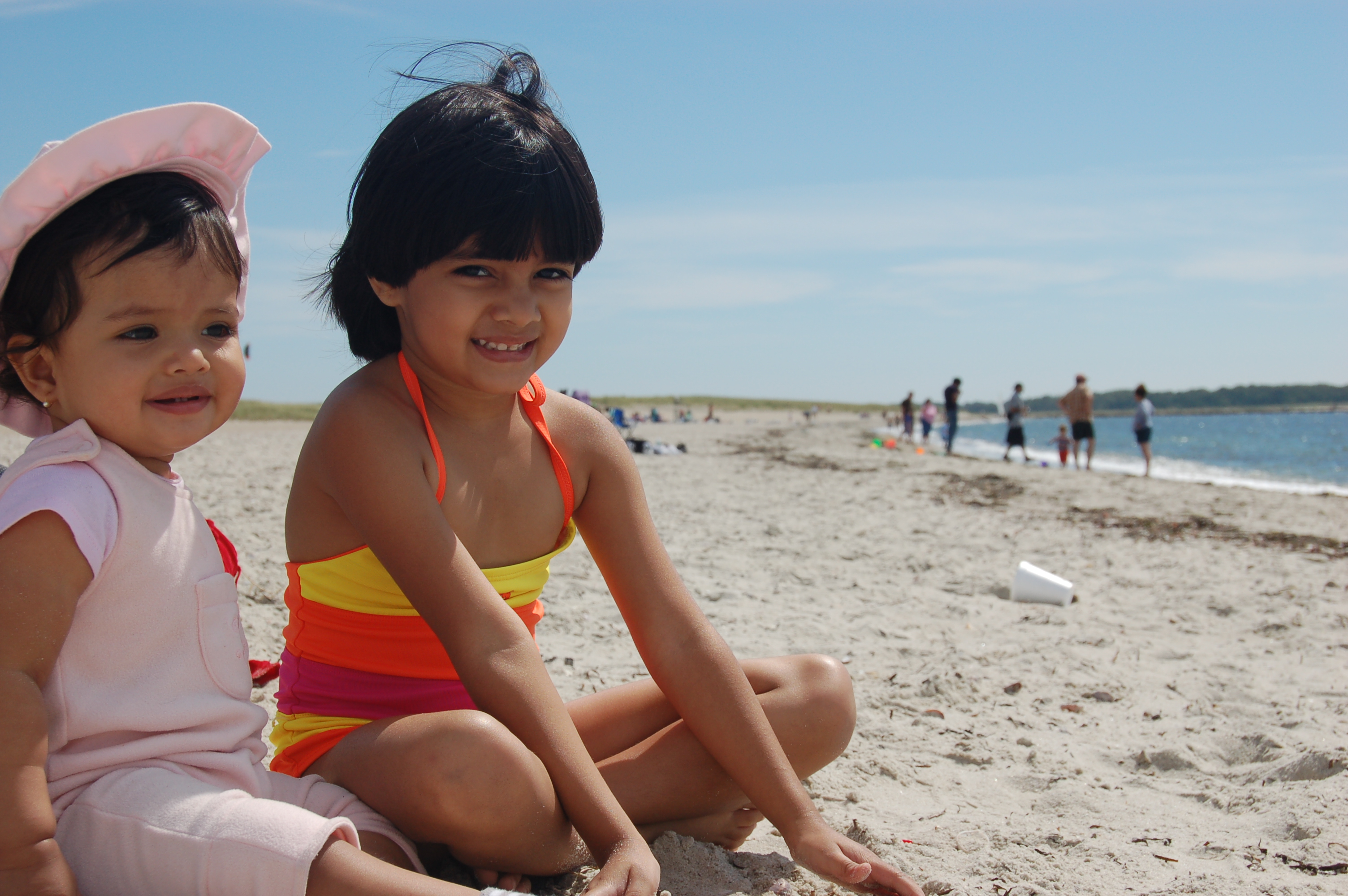
Os tanquínis são populares como um traje de banho para crianças.

O tanquíni ou tankini (também conhecido como tanqueray) é um traje de banho introduzido no final da década de 1990 que combina uma camisa regata, feita principalmente de lycra e algodão ou de lycra e nylon, e a parte de baixo de um biquíni. Este tipo de traje de banho é considerado por alguns a fornecer uma modéstia mais próxima a de um maiô com a conveniência de uma peça de duas partes, visto que a peça toda não precisa ser removida para utilizar um vaso sanitário. Os tanquínis vêm em uma variedade de estilos, cores e formas, e alguns incluem recursos integrados, como sutiãs realçadores. É particularmente popular como traje de banho para crianças, e é um equipamento atlético bom o suficiente para um triatlo. De acordo com Katherine Betts, diretora de notícias de moda da revista Vogue, este anfíbio traje de banho para a areia e para o mar permite aos usuários fazer rafting, jogar vôlei e nadar sem se preocupar em perder a parte superior da peça.